# Homicide: Life on the Street (1.ª temporada)
A primeira temporada de Homicide: Life on the Street, uma série dramática norte-americana, foi originalmente exibida nos Estados Unidos pela NBC entre 31 de janeiro de 1993 e 31 de março de 1993. A série foi criada por Paul Attanasio, com o diretor de cinema Barry Levinson e o roteirista e produtor televisivo Tom Fontana trabalhando como os produtores executivos. Adaptada do livro de não-ficção Homicide: A Year on the Killing Streets, escrito em 1991 por David Simon, a temporada seguia os detetives ficcionais da unidade de homicídios do Departamento de Polícia de Baltimore e os casos de assassinato que eles investigam. O programa era transmitido às quartas-feiras às 21h, com a exceção do primeiro episódio, que foi exibido logo depois do Super Bowl XXVII.
A temporada apresentou Daniel Baldwin, Ned Beatty, Richard Belzer, Andre Braugher, Wendy Hughes, Clark Johnson, Yaphet Kotto, Melissa Leo, Jon Polito e Kyle Secor como os membros regulares do elenco. A maioria dos personagens principais eram baseados em detetives de Baltimore reais do livro de Simon, incluindo Gary D'Addario, Terrence McLarney, Harry Edgerton, Donald Worden e Jay Landsman. Muitos dos arcos de história da primeira temporada também foram adaptados do livro, mais notavelmente o assassinato da menina de 11 anos Latonya Kim Wallace, em 1988, que serviu como base para o caso de Adena Watson no programa. "Night of the Dead Living", originalmente escrito como o terceiro episódio, foi movido para ser o última da temporada por insistência dos executivos da NBC, o que gerou vários erros de continuidade.
A primeira temporada recebeu críticas muito positivas, com muitos críticos declarando que Homicide: Life on the Street era uma das melhores séries de televisão de todos os tempos. O episódio "Three Men and Adena", que consiste quase que inteiramente de um interrogatório policial com três atores, foi muito elogiado e foi eleito como um dos 100 maiores momentos da televisão pela Entertainment Weekly. O primeiro episódio da série, "Gone for Goode", estreou com uma audiência de 18,2 milhões de domicílios por ter sido exibido diretamente após o Super Bowl. Entretanto, os números de audiência caíram no decorrer da temporada, que os produtores de Homicide: Life on the Street atribuíram ao horário de exibição ruim e a competição vinda das comédias Home Improvement e Coach, ambas da ABC. A audiência fez com que os executivos da NBC exigissem mudanças antes de renovar a série para uma segunda temporada.
Homicide: Life on the Street recebeu quatro indicações ao Primetime Emmy Award em sua primeira temporada, vencendo dois, também ganhando um Writers Guild of America Award e um Directors Guild of America Award. As duas primeiras temporadas do programa foram lançadas juntas em DVD pela A&E Home Video no dia 25 de maio de 2003.

## Desenvolvimento

### Criação

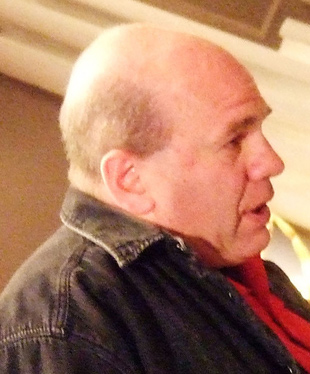
Homicide: Life on the Street foi adaptada do livro de não-ficção Homicide: A Year on the Killing Streets, escrito em 1991 por David Simon (foto).

O diretor de cinema Barry Levinson queria criar uma série de televisão dramática baseada no livro de não-ficção Homicide: A Year on the Killing Streets, escrito em 1991 por David Simon baseado no ano que ele passou com os detetives da unidade de homicídios do Departamento de Polícia de Baltimore. Além de se passar na cidade natal de Levinson, o diretor ficou atraído pelo modo realista que Simon mostrou o trabalho da polícia e dos detetives. O livro contradisse muitos mitos populares que foram construídos pelas séries e filmes policiais anteriores: ele mostrava os detetives nem sempre tendo uma boa relação uns com os outros e contava histórias de criminosos que nem sempre eram pegos ou punidos. Também mostrava os detetives resolvendo casos principalmente através de evidências físicas, testemunhas e confissões, não por investigar motivos. Simon também quis acabar com a percepção popular criada pela televisão de que os detetives levam seus casos de forma bem pessoal e se identificam com as vítimas: na experiência que teve, os casos de homicídio eram principalmente apenas trabalho para o detetives, nada pessoal. Levinson e Tom Fontana, que tinha um passado como produtor executivo da série St. Elsewhere, contraram o roteirista Paul Attanasio para adaptar elementos do livro para o roteiro do primeiro episódio. Foi o primeiro roteiro televisivo que Attanasio escreveu.
Attanasio baseou os personagens de Homicide: Life on the Street em detetives que aparecem no livro de Simon. Frank Pembleton foi baseado no Detetive Harry Edgerton, apesar deles terem ficado tão diferentes um do outro que os detetives e os produtores concordaram que a única semelhança verdadeira era o fato de ambos serem negros. Da mesma forma, Meldrick Lewis foi vagamente baseado no Detetive Donald Waltemeyer, e Levinson admitiu que Lewis não começaria a se desenvolver fortemente até a terceira temporada porque, "Achei que seria muito bom ter um personagem que não estaria totalmente disposto a se abrir com as pessoas com quem trabalha". Tim Bayliss foi baseado no Detetive Tom Pellegrini, o principal detetive que investigou o caso do assassinato da menina de 11 anos Latonya Kim Wallace em 1988. A abordagem extremamente pessoal com que Bayliss toma para tentar resolver o assassinato de Adena Watson, e seu grande desapontamento ao falhar, foi baseado nas emoções que Pellegrini passou no caso de Wallace. Pellegrini aconselhou o ator Kyle Secor sobre como interpretar o papel de Bayliss.
O papel de John Munch foi baseado em Jay Landsman, um brincalhão conhecido na unidade de homicídios por seu humor mórbido. Tanto Munch quando seu ator, Richard Belzer, são cínicos e tão semelhantes que Belzer declarou que o personagem é "exatamente o que eu seria se eu fosse um policial". Stanley Bolander foi inspirado pelo Detetive Donald Worden quem, como sua contraparte ficcional, era chamado de "The Big Man". Ned Beatty se encontrou com Worden uma única vez antes de assumir o papel, e disse que o detetive tinha "uma mente organizada e uma memória quase fotográfica". Beau Felton foi baseado no Detetive Donald Kincaid, e as discussões de Felton com Pembleton foram baseadas nas discussões reais de Kincaid com Edgerton. Kay Howard foi baseada parcialmente na Detetive Bert Silver e em parte no Detetive Rich Garvey, que teve uma série de sorte na vida real ao resolver vários casos em seguida, como Howard na primeira temporada.
A NBC encomendou uma temporada completa para Homicide: Life on the Street antes mesmo de um episódio piloto ser produzido. Planejada como uma substituta para a meia temporada, a emissora encomendou seis episódios para a temporada de inverno de 1993, e depois mais três após assistir o episódio piloto completo. A NBC frequentemente ficava em terceira na audiência atrás da ABC e CBS, e estava sofrendo da perda de vários programas de sucesso em 1992, incluindo The Cosby Show, The Golden Girls e Matlock, como também o futuro final de Cheers em 1993. A emissora tinha tentado conquistar a audiência com várias comédias, porém esses esforços falharam e os executivos decidiram se focar em dramas de alta qualidade como Homicide. Warren Littlefield, presidente da NBC Entertainment, a considerou como a nova série mais promissora da temporada.

### Equipe

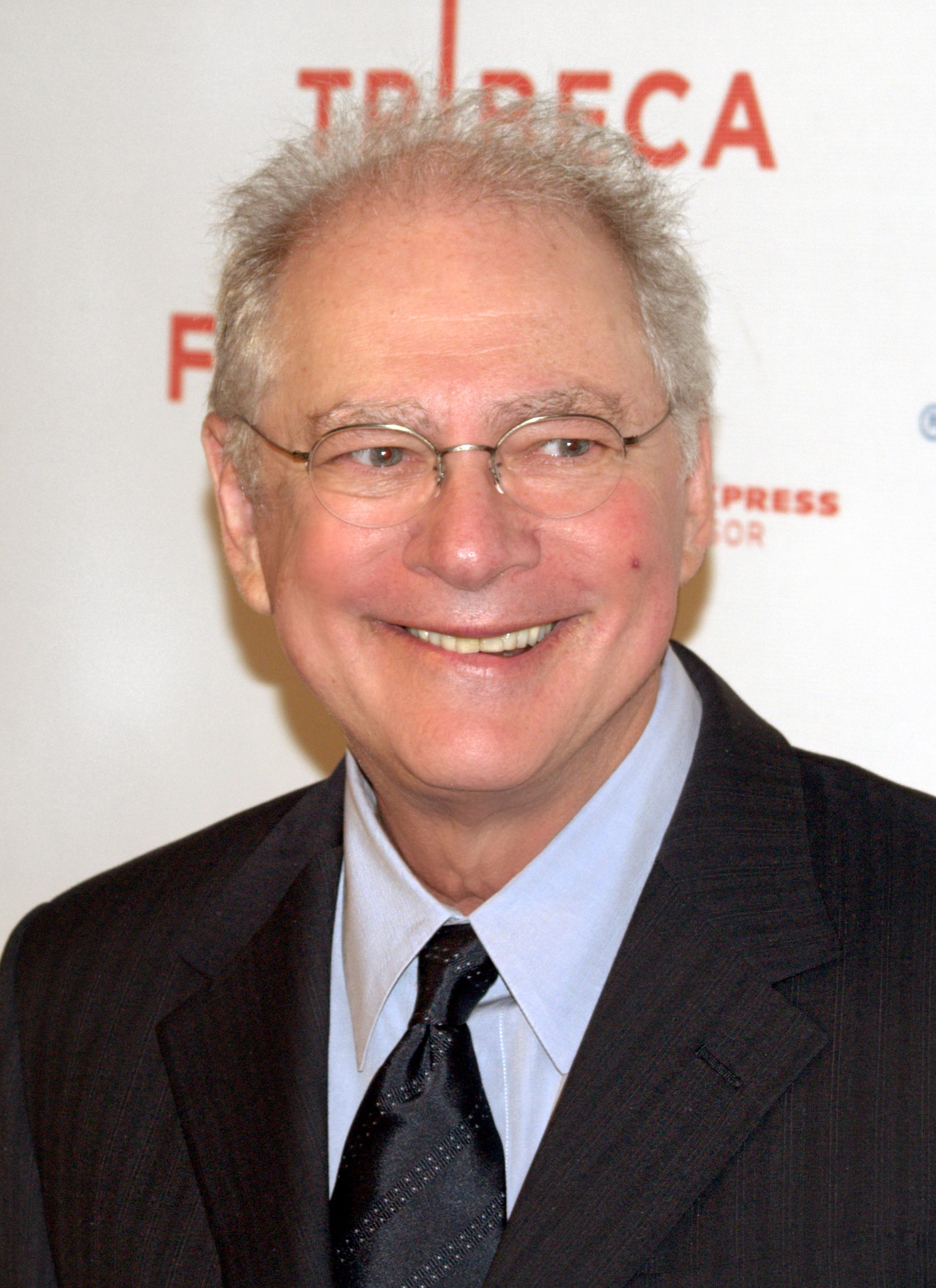
O diretor de cinema Barry Levinson foi o produtor executivo de Homicide: Life on the Street.

Attanasio foi creditado como o criador de Homicide: Life on the Street, com Levinson e Fontana atuando como produtores executivos. A série foi produzida pela companhia de Levinson, a Baltimore Pictures, que se associou com a Reeves Entertainment. Wayne Ewing, diretor de fotografia do filme Toys de Levinson, foi o diretor de fotografia durante a primeira temporada, além de ter dirigido o episódio "Smoke Gets in Your Eyes".
Stan Warnow começou trabalhando como o editor do episódio de estreia, "Gone for Goode", porém saiu no meio de processo por diferenças criativas com Levinson. Tony Black terminou a edição do episódio, mas não retornou para o restante da temporada. Jay Rabinowitz foi o editor dos episódios restantes, junto com Cindy Mollo e Richard Harkness. Van Smith foi o figurinista de "Gone for Goode", mas também não retornou para os outros oito episódios, e os figurinos acabaram sendo assumidos por Rolande Berman.
Os detetives verdadeiros que foram mostrados em Homicide: A Year on the Killing Streets assinaram isenções que permitiam que eles fossem representados na série, e alguns até se tornaram consultores do programa. Gary D'addario, o tenente do Departamento de Polícia de Baltirmore que foi a inspiração para o personagem Al "Gee" Giardello, trabalhou como consultor a aprovava os roteiros para exatidão. Fontana comentou a contribuição dos detetives reais, "Eles têm grandes histórias, e os ritmos de suas diferentes personalidades são tão especiais que é ótimo os termos por perto".

### Elenco

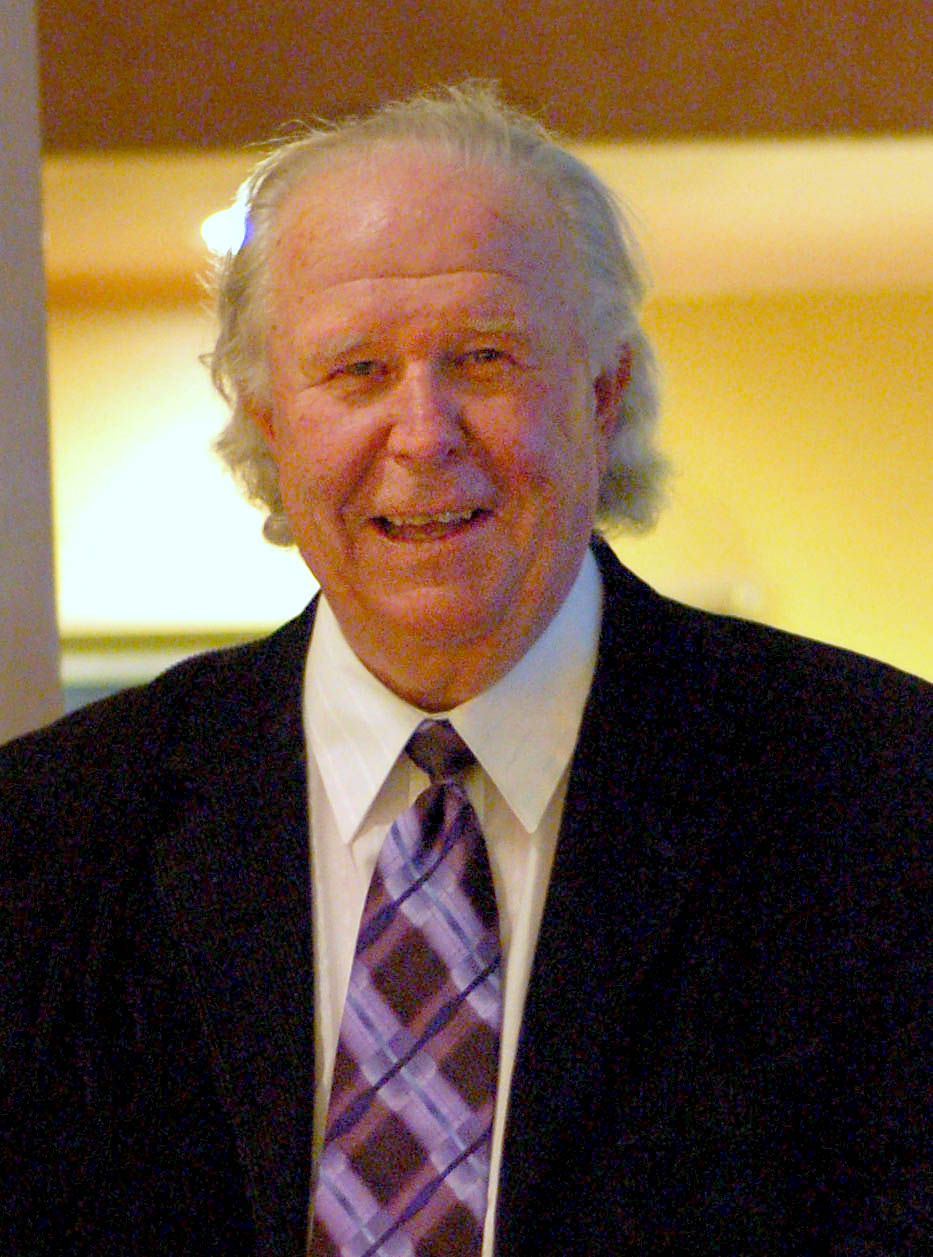
Ned Beatty, o membro do elenco mais conhecido quando a série estreou, hesitou em aceitar o papel por medo que a NBC transformasse Homicide em um drama policial comum.

Levinson e Fontana fizeram algo incomum ao basear a etnia e o gênero dos personagens nos atores que escolheram, mesmo com os papéis sendo baseados em detetives reais. Por exemplo, o papel de Frank Pembleton, apesar de baseado no detetive afro-americano Harry Edgerton, não especificava a etnia até Andre Braugher fazer o teste e ser escolhido. Isso impressionou Braugher, que acreditava que papéis totalmente desenvolvidos eram frequentemente escritos para personagens brancos e os negros eram geralmente bidimensionais e estereotipados. Essa crença se desenvolveu em parte pela experiência ruim que o ator teve ao interpretar o Detetive Winstom Blake na série Kojak, onde ele fez objeção a representação que o programa fazia dos negros. Ned Beatty, o membro do elenco mais conhecido quando o programa estreou, foi abordado pessoalmente por Levinson e Fontana para interpretar Stanley Bolander. Apesar de Beatty respeitar os dois e gostar do conceito da série, ele ficou relutante em aceitar por acreditar que a NBC iria corromper a série e transformá-la em um programa policial típico. O ator afirmou que seus agentes e gerentes o "empurraram, arrastaram e rebocaram" para uma reunião com Levinson, porém ele acabou aceitando o papel. Kyle Secor foi selecionado como Tim Bayliss por Fontana, que lembrou do ator a partir de sua interpretação de Bret Johnson, um paciente homossexual com AIDS de seu programa anterior, St. Elsewhere.
Ao selecionar Al "Gee" Giardello, Levinson decidiu não mostrar o personagem como um ítalo-americano como sua contraparte real, o Detetive Gary D'addario, escolhendo Yaphet Kotto e transformando o personagem em um ítalo-afro-americano. Kotto, que recusou a oferta de dois filmes para fazer Homicide: Life on the Street, ficou extremamente impressionado pelas escolhas que Levinson fez sobre o personagem, dizendo, "Eles tiveram a ousadia de fazer a decisão artística sem qualquer preconceito. Eu não acho que há outro programa na televisão com esse tipo de composição de elenco". Entretanto, Kotto teve problemas iniciais com o estilo de produção da série e os constantes movimentos de câmera, que o atrapalhou e o fez esquecer suas falas. Levinson teve de assegurá-lo pessoalmente que ele seria capaz de lidar com tudo. Clark Johnson foi selecionado como Meldrick Lewis, e Jon Polito como seu parceiro, Steve Crosetti. Quando Polito fez seu teste, ele leu o papel de um policial polonês, fazendo mais tarde um segundo teste lendo para um papel irlandês baseado Sargento Terrence McLarney. Ele foi escolhido para fazer o papel de McLarney, porém o personagem foi reescrito como um italiano especialmente para o ator. Ele achou que o trabalho em Homicide era exigente e intenso, afirmando, "Todos estão trabalhando duramente. Mais se parece com uma atmosfera de teatro".

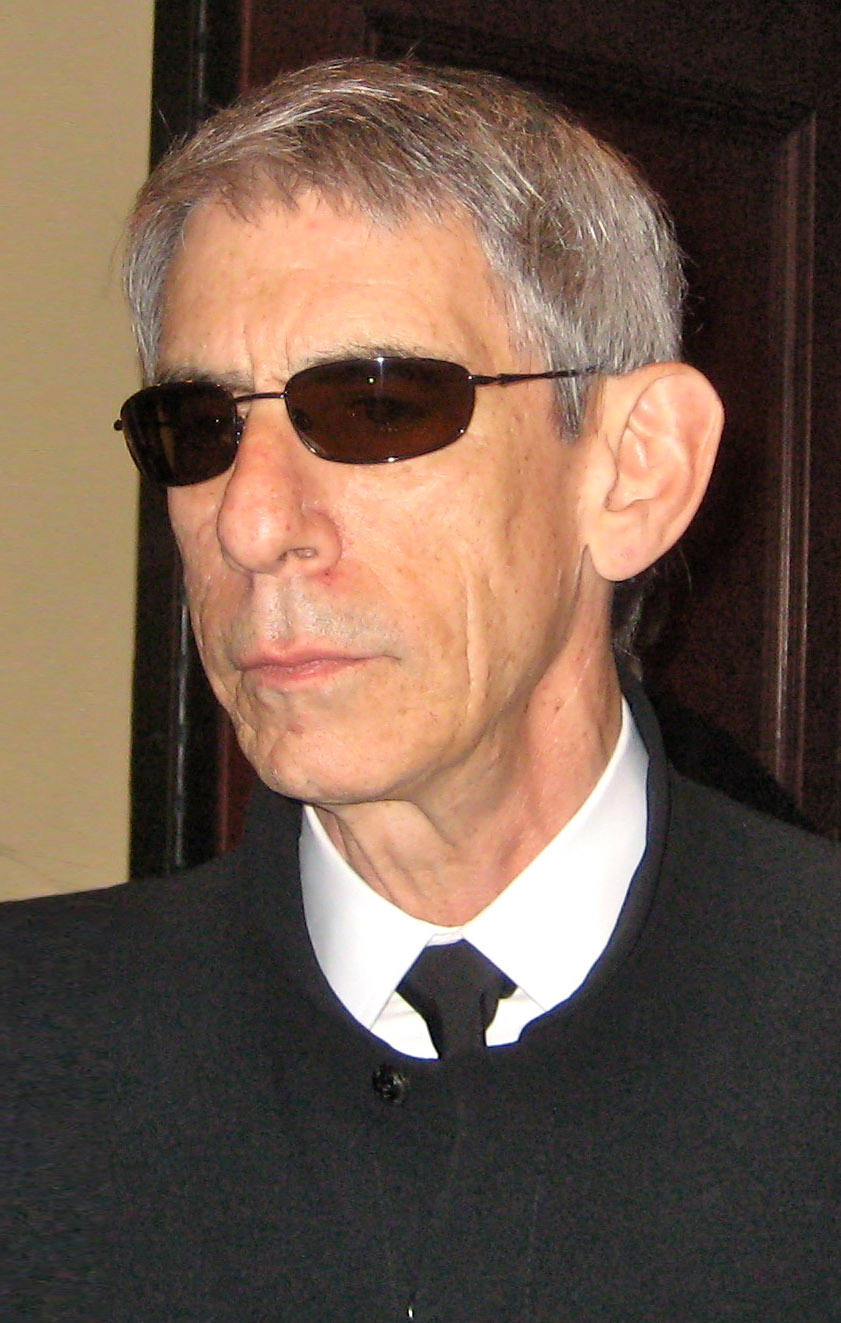
Richard Belzer fez sua primeira de mais de 300 aparições como Detetive John Munch em Homicide.

A primeira temporada de Homicide: Life on the Street teve a primeira aparição de Richard Belzer como Detetive John Munch, um personagem que o ator já interpretou em mais de 300 episódios e outros programas, incluindo Homicide e Law & Order: Special Victims Unit. Levinson pediu para Belzer fazer o teste para o papel depois de vê-lo em The Howard Stern Show, onde o ator era um convidado frequente. Levinson disse que Belzer foi um "ator ruim" em seu primeiro teste com o roteiro de "Gone for Goode". Levinson pediu para ele reler o roteiro e praticar um pouco, voltando mais tarde para refazer o teste. Em seu segundo teste, Levinson disse que Belzer "ainda estava terrível", porém o ator eventualmente encontrou confiança em sua interpretação. Daniel Baldwin foi escalado como Beau Felton, tingindo seu cabelo naturalmente loiro de preto para o papel. Baldwin se tornou um dos maiores apoiadores do programa, dando muitas entrevistas e o defendendo durante a queda de audiência. Ele declarou, "Homicide é o melhor material que eu tive a chance de fazer". Melissa Leo foi escolhida para interpretar Kay Howard, que foi considerada uma personagem particularmente forte se comparada a outras personagens femininas de outros programas policiais da época, que geralmente eram limitadas a interesses românticos e papéis menores. Apesar de muitos membros do elenco terem se inspirado em detetives reais para se prepararem, Leo não fez isso, dizendo, "Não gosto de me inspirar no horror que é o mundo". Wendy Hughes foi escolhida como a examinadora médica Carol Blythe.
A primeira temporada introduziu vários personagens menores que fariam aparições recorrentes pelo resto da série. O Coronel Burt Granger e o Capitão George Barnfather, os chefes do Departamento de Polícia de Baltimore, foram introduzidos no segundo episódio, "Ghost of a Chance". Eles foram interpretados, respectivamente, por Gerald F. Gough e Clayton LeBouef, com o segundo mais tarde interpretando um traficante que vira informante da polícia, chamado Wendell "Orlando" Blocker, na outra série policial de Simon, The Wire. Também introduzido em "Ghost of Chance" estava o promotor Ed Danvers, que foi interpretado por Željko Ivanek, antigo amigo de Fontana. O produtor executivo achou que Danvers havia sido escrito de uma maneira chata e simplista, mas se sentiu confiante que Ivanek iria "transformá-lo em um personagem verdadeiro". Ami Brabson, a esposa do ator Andre Braugher, interpretou Mary Pembleton, a esposa do personagem de Braugher. Brabson fez seu teste pouco depois de seu marido ter sido escolhido, e Braugher comentou a química dos dois na tela, "Nós temos uma harmonia instantânea que não precisamos criar". Michael Willis fez várias aparições como o advogado Darin Russon. Willis mais tarde apareceu em The Wire como Andy Krawczyk.
Lee Tergesen interpretou o Oficial Chris Thormann, um policial que é baleado na cabeça e fica cego. Sua esposa, Eva Thormann, foi interpretada por Edie Falco, quem Fontana escolheu depois de vê-la no filme Laws of Gravity. Fontana também ficou tão impressionado com seu trabalho em Homcicide que ele a chamou para fazer Oz, série da HBO. O ator de cinema e teatro Moses Gunn fez sua última performance antes de sua morte como Risley Tucker, suspeito do assassinato de Adena Watson que Pembleton e Bayliss interrogam em "Three Men and Adena". Vários outros atores fizeram aparições convidadas durante a primeira temporada de Homicide: Life on the Street, incluindo Gwen Verdon, Luis Guzmán, Paul Schulze, Walt MacPherson, Bai Ling, Lisa Gay Hamilton, Steve Harris, Alexander Chaplin, N'Bushe Wright e John Waters. Larry Gilliard, Jr., que posteriormente interpretou o traficante D'Angelo Barksdale em The Wire, fez uma breve aparição em "A Dog and Pony Show". Mel Proctor, então locutor do Washington Bullets, fez sua primeira de cinco aparições como o repórter Grant Besser em "Son of a Gun". O Detetive Tom Pellegrini, a base para Tim Bayliss, fez uma ponta em "Ghost of a Chance" como o policial que encontra o corpo de Adena Watson.

## Produção

### Roteiros
Homicide: Life on the Street era diferente dentre os dramas policiais por ter várias linhas de histórias dentro de um único episódio; o primeiro episódio da série, "Gone for Goode", por exemplo, continha quatro subenredos separados. Enquanto sua primeira temporada progredia, os executivos da NBC reclamaram com os produtores da série sobre o grande número de subenredos, porém os produtores resistiram a pressão e só alteraram o formato na segunda temporada. Apesar da grande divulgação da estreia de Homicide logo após o Super Bowl, Attanasio deliberadamente procurou introduzir o programa diretamente, evitando truques sensacionais em favor de um enredo movido pelos personagens, diálogo peculiar e um humor sombrio mórbido. Notou-se que Homicide: Life on the Street deliberadamente omitia tiroteios e perseguições em favor dos diálogos e da história. Os roteiristas também queriam que os diálogos refletissem as coisas que detetives reais normalmente conversariam quando não estivessem discutindo casos de assassinato, o que levou a inclusão de várias cenas em que os personagens conversam casualmente durante o almoço ou no escritório. Fontana, que comparou as cenas com o filme Diner, dirigido por Levinson, disse, "Isso realmente fez a série ser diferente de outros programas, porque tínhamos o espaço para ter conversas que aparentemente não se conectavam com nada [da história], porém que revelavam muito sobre os personagens".
"Gone for Goode" incluía várias linhas de histórias, e até porções de diálogos, adaptados diretamente do livro Homicide: A Year on the Killing Streets. Um dos maiores arcos de história da primeira temporada foi o assassinato da menina de 11 anos Adena Watson, que é introduzido em "Gone for Goode" e dura cinco episódios até "Three Men and Adena". O caso foi baseado no assassinato da menina de 11 anos Latonya Kim Wallace, que ocupava uma grande porção do livro de Simon. O caso de Watson, como o caso de Wallace, fica sem resolução. Um subenredo de "Gone for Goode" e "Son of a Gun" envolvia a investigação de Calpurnia Smith, uma mulher idosa suspeita de matar cinco maridos para poder ficar com o dinheiro das apólices de seguro. A história foi inspirada no caso real de Geraldine Parrish, que também foi acusada de matar cinco maridos pelo dinheiro do seguro, eventualmente sendo condenada por três assassinatos. Outro arco de vários episódios envolvia a quase morte do Policial Chris Thormann, que depois de ser baleado fica cego. Isso também foi adaptado de eventos reais vindos do livro de Simon, apesar dos roteiristas de Homicide terem adicionado o fato de Steve Crosetti ter levado o caso para o lado pessoal por ser amigo próximo da vítima.
Attanasio, Levinson e Fontana se esforçaram para fazer de Homicide uma série mais realista do que outros dramas policiais, até em detalhes pequenos. Por exemplo, Levinson especificamente pediu para que um corpo morto encontrado pelos detetives em "Gone for Goode" estivesse em estado avançado de decomposição e atraindo insetos porque ele achava que outros programas não mostravam corpos de uma maneira realista. Alguns episódios, como "Ghost of a Chance", se focam em homicídios que acontecem em locais rurais ricos, ao invés de uma locação urbana e predominantemente mais pobre como outras séries policiais. Homicide: Life on the Street foi reconhecido por mostrar melhor que outros dramas policiais norte-americanos que assassinatos ocorrem em várias circunstâncias socioeconômicas. Na procura por realismo, muitos casos de Homicide permaneciam sem serem resolvidos e assassinos saíam impunes, mais notavelmente no caso de Adena Watson. Esse tema frequentemente colocava os produtores em conflito com os executivos da NBC, que desejam finais mais felizes com um encerramento melhor. Fontana comentou a investigação do caso de Watson, "Nunca o resolvemos porque achamos que seria um disserviço à menina real, ter essa solução falsa na TV. Porque não está bem que ela morreu, que ninguém assumiu a responsabilidade".
Os roteiristas também usaram detalhes de investigações reais em seus roteiros. Durante uma cena de "Ghost of a Chance", um ônibus cheio de policiais novatos, recém saídos da academia, são trazidos para investigar uma cena de crime. O Departamento de Polícia da Cidade de Nova Iorque empregou exatamente a mesma tática ao procurar o corpo de uma menina desaparecida em 1987. "Three Men and Adena", escrito por Fontana, ocorre inteiramente dentro dos confins da sala de interrogação conhecida coloquialmente como "A Caixa". Fontana se inspirou parcialmente em um comentário feito por Levinson durante as filmagens de uma cena de interrogatório em "Gone for Goode", quando o diretor disse que a atuação de Braugher e Secor era tão boa que um episódio inteiro poderia ser feito apenas com os dois na sala de interrogação. Fontana reconheceu um certo risco em produzir um episódio tão incomum logo na quinta semana da série, porém disse, "Era importante para Barry Levinson e eu estabelecermos que não fariamos o mesmo programa toda semana". Muitos departamentos de polícia pediram cópias de "Three Men and Adena" para serem usadas em sessões de treinamento devido a sua representação realista das complexidades envolvidas em um processo de interrogatório policial.
"Smoke Gets in Your Eyes" originalmente seria o último episódio da temporada, enquanto que "Night of the Dead Living" tinha a intenção de ser o terceiro episódio. Entretanto, os programadores da NBC o acharam muito devagar para ser exibido no início da temporada: o episódio se passa inteiramente dentro da delegacia e não possui uma ação tradicional policial, que os executivos da NBC acharam não ser apropriado para os primeiros estágios da série quando ela ainda estava tentando atrair telespectadores. Como resultado, "Night of the Dead Living" foi exibido fora de ordem como o último episódio da temporada. Isso criou vários problemas de continuidade notáveis. Por exemplo, o Policial Chris Thormann ainda não havia sido baleado e Tim Bayliss ainda está trabalhando no caso de Adena Watson, que já havia sido finalizado anteriormente. Esses erros foram abordados pelos produtores de Homicide adicionando a frase "Uma noite quente, último setembro..." no início do episódio, estabelecendo que os eventos ocorreram dentro da linha de tempo correta da série, mesmo sendo exibido fora de ordem.

### Filmagens
A primeira temporada de Homicide: Life on the Street estabeleceu um estilo visual realista que permaneceria quase inalterado durante toda a exibição da série. Entre os elementos estilísticos estavam o movimento quase constante das câmeras de mão Super 16, que davam a série uma aparência natural de documentário, e uma edição que envolvia cortes entre duas imagens filmadas de ângulos semelhantes, o que não era comum na televisão da época. Wayne Ewing havia usado câmeras Super 16 ao filmar materiais de divulgação para o filme Toys, e esse formato permitiu que os produtores de Homicide filmassem à baixo custo e com uma equipe menor, dando-lhes mais tempo para se focar nas interpretações dos atores. Durante as gravações, Levinson disse que ele simplesmente deixava os atores atuarem enquanto mudava a câmera de posição, ao invés de planejar cuidadosamente cada plano e filmar cada cena de vários ângulos. Levinson disse que os estilos de câmera e edição foram parcialmente inspirados no filme À Bout de Souffle, dirigido por Jean-Luc Godard, que ele frequentemente pedia para seus diretores assistirem antes de iniciarem seus trabalhos em algum episódio de Homicide.
Algumas cenas individuais envolviam vários cortes repetidos inúmeras vezes em rápida sucessão. Outro estilo visual incomum usado durante a temporada envolvia mudanças repentinas na direção da cena; um plano de um ator olhando para a direita era imediatamente seguido por um onde o ator olhava para a esquerda. Esse processo saiu da insistência de Levinson para que todas as imagens fossem editadas para incluir a melhor interpretação do ator. Ao editar "Gone for Goode", Tony Black editou dois planos que não combinavam e começou a procurar por uma imagem que pudesse mascarar a edição. Levinson, todavia, gostou da técnica que surgiu de dois cortes conflitantes e insistiu para que as imagens permanecessem daquele jeito. Essa técnica foi comumente utilizada no decorrer da série, apesar de sua frequência ter sido diminuída por insistência dos executivos da NBC, que a acharam muito incomum.

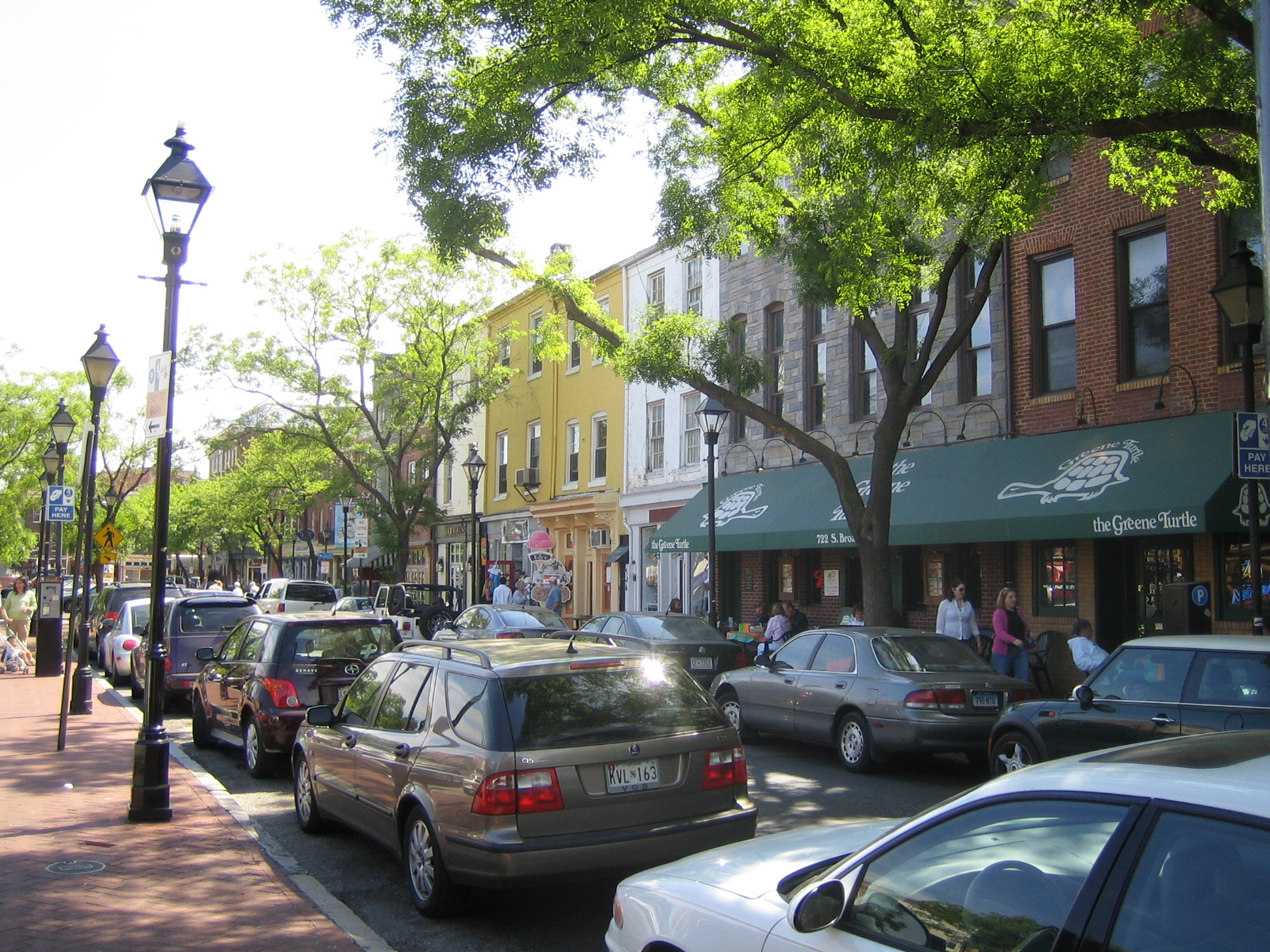
Homicide: Life on the Street foi filmada em Baltimore, incluindo várias locações no bairro Fell's Point (foto).

Como o restante da série, as cenas da primeira temporada foram filmadas em locação na cidade de Baltimore. O uso de câmeras de mão permitiu que as filmagens fossem realizadas com maior facilidade pela cidade, ao invés de num estúdio em Los Angeles ou Nova Iorque, onde a maioria das séries são tipicamente filmadas. Levinson disse que sempre estar em locação permitiu que Baltimore "se tornasse uma personagem da série". O Recreation Pier Building, uma estrutura no bairro Fell's Point, construída em 1914 e que já foi a sede da polícia da marinha, foi usado como o cenário do departamento de polícia, o cenário principal do programa. O prédio era tão realista que os cidadãos de Baltimore ocasionalmente entravam para relatar crimes verdadeiros. O diretor de produção Vincent Peranino criou a sala do esquadrão dentro do Recreation Pier Building. Peranino desenhou a sala inteira como um local real, apesar de existirem paredes falsas para acomodar a equipe e a câmera, incluindo áreas separadas para a sala de café dos detetives e a sala de interrogatório conhecida como "A Caixa". Os atores começaram a guardar itens pessoais em suas mesas, deixar mensagens pessoais reais uns ao outros no quadro de avisos, e receberam cartões de visita com os nomes de seus personagens para que ficassem em suas respectivas mesas.
Muitas outras cenas de Homicide: Life on the Street foram filmadas principalmente em Fell's Point, incluindo ruas reais, bares e casas para criar uma maior autenticidade. As cenas que se passam no necrotério da série foram gravadas no verdadeiro Escritório do Examinador Médico de Baltimore, que os atores odiavam devido a atmosfera inquietante; Ned Beatty comentou as filmagens no local, "A única coisa que você não consegue gravar é, meu deus, o cheiro". As imagens de Homicide foram transferidas de filme para fitas no Colorlab Motion Picture Services, em Maryland, para serem editadas. Lá, Levinson e Ewing trabalharam com o colorista Drexel Williams para remover um pouco das cores da imagem, deixando um visual arenoso semelhante a um filme branco e preto. Essa técnica foi minimizada no começo da segunda temporada, dando um visual mais colorido ao programa.
Os créditos de abertura da primeira temporada foram desenvolvidos por Mark Pellington, um diretor nativo de Baltimore. Pellington filmou as imagens usadas nos créditos com uma câmera de 8 mm para criar um visual arenoso. Levinson e Fontana queriam imagens de todos os atores membros do elenco regular na abertura, porém também queriam uma abordagem diferente do que a típica imagem do ator olhando para a câmera, que eles achavam ser um clichê da televisão. Ao invés disso, Pellington incluiu as imagens de todos, porém em closes rápidos usando uma variedade de métodos de iluminação e ângulos de câmera; os nomes apareciam apenas depois do último close. Essa abordagem foi usada até o início da quinta temporada.

### Música
O tema de Homicide: Life on the Street foi composto por Lynn F. Kowal, que submeteu uma de várias fitas enviadas aos produtores para consideração. Os produtores inicialmente tiveram dificuldades em encontrar a música certa, e Levinson acabou escolhendo os temas de Kowal porque, apesar da maioria das candidatas serem muito semelhantes à músicas temas típicas de televisão, ele achou que a música do compositor "tinha uma qualidade ímpar, tambores ou alguma coisa, e era muito incomum". A música é apresentada de várias maneiras durante a primeira temporada de Homicide. Algumas canções são tocadas em rádios que tocam na sala do esquadrão de homicídios, como "Lay Down My Life" de Carole King, "Texas Slide" de Jean-Jacques Milteau, "N.Y.C (Can You Believe This City?)" de Charles & Eddie, "Little Boy Blues" e "Break Up" de Gary Fitzgerald, e "Tropic Call" de Mitchell Coodley e Andrew Snitzer, todas do episódio "Night of the Dead Living". Outras canções são mais integradas ao próprio programa, como "Hazy Shade of Blue", uma canção de Tor Hyams que toca enquanto a polícia invade várias casas à procura de pistas em "Ghost of a Chance", e o hino "In the Sweet By-and-By", que é cantado em uma igreja durante o funeral de Adena Watson no mesmo episódio. Várias outras cações aparecem em outros episódios da temporada, incluindo "Elephant Walk" do The Kings, "The Beat Goes On" de Sonny Bono, "Going Around in Circles" de Jules Taub, "Telephone Blues" de Sam Ling e George Smith, e "It's So Hard to Say Goodbye to Yesterday" de Freddie Perren e Christine Yaria.

## Repercussão

### Crítica
As críticas foram consistentemente positivas desde o início da série. O crítico televisivo do The Washington Post, Tom Shales, chamou Homicide: Life on the Street de a série dramática "mais compromissada e mais intensa" da televisão, complementando, "Em cada departamento, o nível de excelência tem sido espetacular". Shales a elogiou por retratar a tensão de um esquadrão de homicídios sem se apoiar em violência gratuita. Harold Schindler do The Salt Lake Tribune disse que a série "está entre os melhores programas do gênero que já apareceram na televisão em qualquer lugar". Ele elogiou as atuações e disse que o estilo de filmagem era uma "câmera vérité em seu melhor sem se tornar realmente um documentário". Lon Grahnke do Chicago Sun-Times a chamou de "a melhor série da temporada em qualquer gênero", a elogiando por não depender de sequências de ação, afirmando que ela tinha "a diversidade étnica, a sagacidade e o tempero da equipe de Hill Street Blues, com mais excentricidades e um senso maior de realismo". Paul Lomartire do The Palm Beach Post disse que Homicide era "a melhor série dramática a aparecer em qualquer emissora desde que a NBC cancelou Shannon's Deal". O crítico da Newsday, Marvin Kitman, disse que o programa era "uma série à moda antiga característica da NBC" reminiscente do trabalho da emissora durante a época de Grant Tinker e Brandon Tartikoff.
Da Associated Press, Scott Williams afirmou que a série era única: "Tem roteiros soberbos, um elenco talentoso que criou personagens complexos e totalmente realizados, um estilo visual único, e histórias de intensidade e poder irresistível". O escritor televisivo dos jornais da Knight Ridder, Mike Duffy, aplaudiu os roteiros, os visuais elegantes e as atuações soberbas, afirmando que a série era o melhor drama policial desde Hill Street Blues. O Scripps Howard News Service afirmou que Homicide era "a melhor nova série da temporada", e Alan Pergament do The Buffalo News a colocou entre os dez melhores programas da televisão em 1993. Eric Kohanic do The Hamilton Spectator a chamou de "a melhor nova série do meio da temporada" e a elogiou por não se basear em "perseguições de carro bobas [e] armas resplandecentes". Nem todas as críticas foram positivas; James Endst, colunista televisivo do The Hartford Courant, achou que a qualidade da série estava sendo muito exagerada, dizendo que as técnicas de filmagem, elogiadas por serem inovadoras, "já foram vistas, já foram feitas, já estavam aqui antes". Ao escrever sobre "Gone for Goode", Richard Zoglin da TIME elogiou o "forte elenco" e disse ter gostado da falta de violência, mas também disse que "os personagens são muito simples, seus conflitos são muito previsíveis", particularmente o novato Tim Bayliss.
John O'Connor do The New York Times elogiou as atuações e a originalidade de Homicide: Life on the Street, que ele disse ser "simultaneamente divertida e pungente". Entretanto, ele também disse que a série ocasionalmente, e gratuitamente, enfatizava o estilo em detrimento da profundidade em um tentativa de ser original, "[como se estivesse] tentando dizer, 'Vê como somos melhores do que a televisão ordinária'". Muitos críticos ficaram particularmente impressionados com a quantidade de personagens afro-americanos que eram fortes, complexos, bem desenvolvidos e não estereotipados, como Pembleton, Lewis e Giardello. Quando o programa ficou à beira do cancelamento por baixos índices de audiência, Benjamin Hooks, diretor executivo da National Association for the Advancement of Colored People, fez algo considerado incomum e escreveu uma carta para o presidente da NBC Entertainment, Warren Littlefield, pedindo para a emissora não cancelar Homicide. Hooks disse que a série apresentava muitas representações realistas dos afro-americanos, como também uma "versão realista e convincente da sociedade urbana multicultural e multirracial de hoje".
"Three Men and Adena" recebeu críticas especialmente positivas e já foi descrito como  um dos "episódios clássicos" de Homicide: Life on the Street. Ele esteve na 74ª posição na lista dos 100 maiores momentos da televisão feita pela Entertainment Weekly, e na 15ª entre os maiores momentos da televisão na década de 1990. David Bianculli do Daily News disse que o episódio "permanece como uma das melhores horas dramáticas da TV na história", Bruce Fretts, escritor da Entertainment Weekly, afirmou que o episódio era "uma das horas mais poderosas da história do horário nobre", e o crítico televisivo e literário John Leonard a chamou de "a coisa mais extraordinária que eu já vi em uma hora na televisão". Emily Nassbaum, também do The New York Times, chamou "Three Men and Adena" de o melhor episódio da série, e o descreveu como "uma poderosa vitrine do diálogo inteligentemente mordaz da série, e sua boa vontade em explorar os clichês dos detetives da TV ao invés de repetí-los".

### Audiência
A série estreou em 31 de janeiro de 1993, no horário que sucedeu diretamente o Super Bowl XXVII. Tendo ficado consistentemente em terceiro na audiência do horário nobre desde setembro de 1992, a NBC esperava que uma grande audiência de futebol americano e uma extensa campanha de divulgação para Homicide: Life on the Street faria com que os índices dessem um grande salto. A NBC exibiu inúmeros comerciais para o episódio de estreia, alguns que se focavam no envolvimento de Levinson na esperança de capitalizar com o nome do diretor de cinema. "Gone for Goode" foi assistido por 18,24 milhões de domicílios, a maior audiência da primeira temporada, conseguindo os maiores números de uma estreia de série exibida após o Super Bowl desde The Wonder Years em 1988. Mesmo assim, a NBC considerou os resultados como decepcionantes baseado no tamanho da campanha de divulgação e na cobertura da mídia que episódio recebeu. "Gone for Goode" teve uma audiência menor que a metade da audiência do Super Bowl.

Somos um programa que a emissora reconheceu que nunca deveria ter nos exibido às 21h e que deveriamos estar às 22h. Foi como se eles tivessem dito, "Vamos colocá-los no horário errado e ver o que acontece."

— Barry Levinson
Os índices de audiência de Homicide: Life on the Street caíram gradualmente no decorrer da primeira temporada, e terminou na 99º posição entre os programas mais assistidos da temporada. Ela era exibida às 21h às quartas-feiras e era consistentemente batida pelo bloco das comédias de sucesso Home Improvement e Coach, da ABC. Barry Levinson disse que o horário foi um sério dano para Homicide que, como muitas séries dramáticas da época, foi criada para ser exibida às 22h. Tom Fontana também acreditava que Homicide sofreu na audiência porque foi exibida entre Unsolved Mysteries e Law & Order, que ele achava ser muitos dramas policiais para uma única noite: "Nunca entendi o conceito de três horas de pessoas algemadas como um modo para aumentar a audiência".
A audiência também sofreu em parte devido a forte competição no horário vinda de vários outros grandes eventos televisivos, como uma entrevista ao vivo de 90 minutos que Oprah Winfrey realizou com o cantor Michael Jackson em 10 de fevereiro, a cerimônia anual do Grammy Awards em 24 de fevereiro, e a cerimônia anual do American Comedy Awards em 3 de março. Enquanto a audiência caia, a NBC anunciou aos fãs que a decisão sobre o cancelamento ou renovação de Homicide: Life on the Street dependeria dos índices de audiência dos últimos quatro episódios. Durante a primeira semana de março, a emissora começou a exibir um comercial com Levinson fazendo um apelo direto para os telespectadores assistirem o programa, em que ele dizia:
| “ | Se vocês já se perguntaram quando estávamos no ar, lembram-se do especial de Michael Jackson? Estávamos junto. E quando o presidente falou? Viemos antes dele. E os Grammys? Já sabe – concorríamos com eles. Então onde estamos, exatamente? Bem, tem um programa chamado Home Improvement – assim que ele começar, troque rapidamente para a NBC. | ” |

Homicide foi considerada uma cancelação de alto risco ao final de sua primeira temporada. Ao ser questionado, o porta-voz da NBC, Curt Block, apenas disse que a emissora estava "sobre o muro". Quando a primeira temporada se encerrou, outros quatro roteiros já haviam sido escritos, porém os executivos da NBC pediram várias mudanças – incluindo um número menor de subenredos, de movimentos de câmera e de cortes – antes de uma segunda temporada ser aprovada. Fontana disse estar disposto a "fazer qualquer coisa que não fizesse a NBC nos esquecer", apesar de Levinson ter afirmado que a série manteria seu estilo visual realista, dizendo, "Queremos uma câmera que quase participe do programa". Homicide acabou sendo renovada, porém os produtores diminuiram levemente o tom sombrio do estilo visual e o tema de câmera de mão, se focando mais fortemente em histórias únicas do que em vários subenredos. Fontana comentou as mudanças na série, "Estávamos experimentando com nossos nove primeiros episódios. Sempre que você tenta algo novo, você tende a errar no lado do pioneirismo. Porém preferimos ter mais pessoas assistindo, então as cores estão um pouco mais brilhantes, e os movimentos de câmera não são tão confusos".

### Prêmios
Homicide: Life on the Street venceu dois Primetime Emmy Awards durante sua primeira temporada, e recebeu outras duas indicações. Barry Levinson venceu na categoria de Melhor Direção em Série Dramática por "Gone for Goode" e Tom Fontana venceu na de Melhor Roteiro em Série Dramática por "Three Men and Adena". Após vencer seu Emmy, Fontana fez um discurso emocional sobre a necessidade de salvar os dramas de uma hora de duração, dizendo, "Não é culpa do público americano que o drama está em perigo. É nossa: os roteiristas, produtores, os executivos de emissoras, os homens do dinheiro dos estúdios. Temos de encontrar um modo de reiniciar a imaginação do povo americano". Fontana comentou a resposta que seu discurso teve:
| “ | Eu não achava que iria vencer, porém decidi que se eles dessem para mim, eu iria gritar. [...] Os roteiristas me disseram, 'Nossa, você realmente bateu nos produtores.' Os produtores me disseram, 'Nossa, você realmente enfiou nas emissoras.' As emissoras me disseram, 'Nossa, você realmente martelou os estúdios.' Ninguém entendeu. Eu estava apontando para nós. O que é frustrante sobre isso é que nada mudou. Todos querem fazer do mesmo modo que já foi feito 100 vezes antes. | ” |

Mark Pellington recebeu uma indicação ao Creative Arts Emmy Award pela sequência de créditos iniciais do programa, e Gwen Verdon foi indicada ao Emmy de Melhor Atriz Convidada em Série Dramática por seu papel como Jessie Doohan, uma mulher casada infeliz que é acusada de matar seu marido de 60 anos, no episódio "Ghost of a Chance". No mesmo ano, Verdon também foi indicada na categoria de Melhor Atriz Convidada em Série de Comédia por seu papel na série Dream On.
A primeira temporada também recebeu outros prêmios e indicações. Fontana e Frank Pugliese venceram o Writers Guild of America Award de Melhor Realização em Roteiro Televisivo para Drama Episódico por "Night of the Dead Living". Paul Attanasio foi indicado na mesma categoria por "Gone for Goode". Levinson foi indicado ao Directors Guild of America Award em Melhor Direção em Série Dramática por "Gone for Goode", porém perdeu para Gregory Hoblit e seu trabalho na direção do piloto da série policial NYPD Blue. Homicide foi indicada como melhor série dramática no American Television Awards, um novo prêmio criado em 1993 pelos produtores do American Music Award. Esses prêmios diferiam dos Emmys porque os indicados e vencedores eram escolhidos por jornalistas e críticos ao invés da indústria da televisão. Homicide: Life on the Street perdeu para I'll Fly Away, uma série dramática da NBC que foi cancelada em 1993.

### Lançamento de DVD
As duas primeiras temporadas de Homicide foram lançadas juntas em uma caixa de DVD com 4 discos intitulada Homicide: Life on the Street: The Complete Seasons 1 & 2, que foram lançadas pela A&E Home Video em 27 de maio de 2003. A caixa incluía uma faixa de comentários em áudio com Levinson e Fontana no episódio "Gone for Goode", como também uma coleção dos comerciais que promoveram o episódio durante o Super Bowl.

## Episódios
| № | # | Título                        | Diretor         | Roteirista(s)                 | Exibição original       | Audiência nos EUA (milhões) |
| --- | - | ----------------------------- | --------------- | ----------------------------- | ----------------------- | --------------------------- |
| 1 | 1 | "Gone for Goode"              | Barry Levinson  | Paul Attanasio                | 31 de janeiro de 1993   | 18.24                       |
| Os detetives Meldrick Lewis e Steve Crosetti investigam uma mulher idosa chamada Calpurnia Church, quem eles acreditam estar matando seus maridos para ficar com o dinheiro do seguro. O Detetive Stanley Bolander força seu parceiro, John Munch, a se juntar a ele na investigação de um caso fechado em que uma mulher foi atropelada por um carro. Munch eventualmente consegue a confissão de um motorista bêbado que a atingiu. A Detetive Kay Howard continua sua série de sorte ao resolver facilmente um assassinato logo depois de iniciar as investigações, para o espanto de seu parceiro Beau Felton. O excêntrico e solitário Detetive Frank Pembleton é forçado a trabalhar com um parceiro novato, Tim Bayliss, que descorda de seus métodos quando ele engana um suspeito e o faz confessar um crime. Para seu primeiro caso como detetive profissional, Bayliss recebe o assassinato de Adena Watson, uma menina de 11 anos de idade.    |   |                               |                 |                               |                         |                             |
| 2 | 2 | "Ghost of a Chance"           | Martin Campbell | Noel Behn                     | 3 de fevereiro de 1993  | 9.5                         |
| Incapaz de encontrar evidências contra um suspeito, Howard procura a ajuda do fantasma da vítima. Ela fica frustrada quando seu parceiro, Felton, caçoa de suas crenças supersticiosas, porém ele acaba ajudando a resolver o assassinato com uma cartomante. Munch e Bolander respondem a suposta morte de um homem idoso, encontrando-o vivo, para a decepção da esposa do homem, que está extremamente frustrada com seu casamento. Quando o mesmo homem aparece morto, Bolander e a médica Carol Blythe debatem se isso deve ser considerado um homicídio. Enquanto isso, Bayliss continua a investigação da morte de Adena Watson, se envolvendo emocionalmente no caso, e Al "Gee" Giardello exige que ele mostre mais confiança. Entretanto, ao ser pressionado por seus superiores para assumir o caso, Gee defende Bayliss. |   |                               |                 |                               |                         |                             |
| 3 | 3 | "Son of a Gun"                | Nick Gomez      | James Yoshimura               | 10 de fevereiro de 1993 | 6.52                        |
| Quando o Oficial Chris Thormann é baleado em serviço, Crosetti leva o ocorrido pessoalmente e pressiona Giardello para lhe dar o caso. Um homem afirma ter testemunhado o tiroteio e diz que testemunhará no tribunal. Enquanto isso, Pembleton e Bayliss continuam a investigar o assassinato de Adena Watson, e os dois ficam frustrados quando não conseguem encontrar novas evidências. Pembleton pede um novo parceiro, porém Giardello nega o pedido. Em outro lugar, enquanto Bolander se prepara para um encontro com Blythe, ele cria uma estranha amizade com seu vizinho, um latino solitário que construiu um caixão em seu apartamento. Ao mesmo tempo, Howard, Felton e Lewis encontram informações que ajudam no avanço de vários casos, inluindo o de Calpurnia Church. |   |                               |                 |                               |                         |                             |
| 4 | 4 | "A Shot in the Dark"          | Bruce Paltrow   | Jorge Zamacona                | 24 de fevereiro de 1993 | 8.9                         |
| O Oficial Thormann tem uma recuperação milagrosa, porém os médicos dizem que ele ficará cego. Crosetti acredita ter achado o atirador, porém Lewis continua investigando, frustrando Crosetti. As suspeitas de Lewis se confirmam quando ele acha o verdadeiro atirador, e Crosetti se sente culpado por deixar seus sentimentos pessoais interferirem na investigação. Enquanto isso, Bayliss suspeita que Adena Watson foi assassinada por um mercador local, mas Pembleton descorda. Entretanto, Pembleton fica surpreso ao encontrar evidências que apoiam a teoria de seu parceiro. A investigação de Bayliss é quase arruinada quando seu superior, Capitão George Barnfather, conta à mídia sobre a evidência secreta. Bayliss fica furioso com Barnfather, mais tarde sendo forçado a se desculpar. Bolander e Munch investigam um tiroteio duplo que deixou um traficante morto, descobrindo que o tirador era o segurança do próprio traficante. |   |                               |                 |                               |                         |                             |
| 5 | 5 | "Three Men and Adena"         | Martin Campbell | Tom Fontana                   | 3 de março de 1993      | 7.08                        |
| Pembleton e Bayliss trazem Risley Tucker, suspeito do assassinato de Adena Watson, para interrogatório. Como ele já foi interrogado pela polícia várias vezes, os detetives tem uma última chance para conseguirem uma confissão. Os três homens passam 12 horas na sala de interrogatórios, apelidada de "A Caixa", e os detetives tentam várias táticas para conseguir a confissão, desde intimidação, passando por compaixão e chegando em mentiras. Tucker, entretanto, continua afirmando sua inocência, e eventualmente vira o jogo contra os detetives ao identificar suas inseguranças pessoais. Apesar de Tucker admitir ter tido sentimentos pedófilos para com Adena, o interrogatório termina sem uma confissão e Tucker é liberado. Bayliss agora questiona se Tucker é realmente o assassino, porém Pembleton acredita que ele é, expressando um respeito renovado por seu parceiro.                                                         |   |                               |                 |                               |                         |                             |
| 6 | 6 | "A Dog and Pony Show"         | Alan Taylor     | Tom Fontana & James Yoshimura | 10 de março de 1993     | 8.47                        |
| Giardello ordena que Bayliss e Pembleton esqueçam o caso de Adena Watson e sigam em frente. Eles recebem o caso do assassinato de um cachorro policial, que Bayliss acha uma perda de tempo, porém Pembleton decide levar a investigação à sério. Enquanto isso, Howard e Felton estão determinados e pegar o traficante "Pony Johnson" pela tortura e assassinato de uma jovem mulher, e eventualmente conseguem uma confissão de outro traficante cuja mãe também foi assassinada por Johnson. Crosetti ajuda Thormann em sua recuperação, que sente que deveria ter morrido no hospital e fica desanimado ao saber que sua esposa está grávida. Bolander conhece o filho adolescente de Blythe e, apesar de seus esforços, não consegue se aproximar dele. Giardello comparece a festa de aposentadoria de um companheiro, descobrindo que ele foi forçado a se aposentar.                                                                              |   |                               |                 |                               |                         |                             |
| 7 | 7 | "And the Rockets' Dead Glare" | Peter Marke     | Jorge Zamacona                | 17 de março de 1993     | 6.61                        |
| Quando um estutande chinês e refugiado político é morto, Lewis e Crosetti vão a Washington, D.C. para falarem com oficial da embaixada, porém eles não cooperam. Howard e Felton passam o dia inteiro no tribunal testemunhando contra "Pony" Johnson. Howard, nervosa, quase coloca o caso em perigo por erros de procedimento, porém ela mais tarde se recupera e ajuda o promotor Ed Danvers na condenação de Johnson. Depois disso, ela aceita o convite de Danvers para um encontro. Pembleton recebe uma oferta de promoção para a vaga do antigo companheiro de Giardello, porém não conta isso para ele. Pembleton decide recusar a oferta e Giardello, que descobriu tudo, fica frustrado por Pembleton não ter confiado nele. Enquanto Munch e Bolander investigam um assassinato relacionado a drogas, Munch defende a legalização da maconha argumentando que isso iria reduzir a violência.                                                   |   |                               |                 |                               |                         |                             |
| 8 | 8 | "Smoke Gets in Your Eyes"     | Wayne Ewing     | Tom Fontana & James Yoshimura | 24 de março de 1993     | 7.08                        |
| Howard e Bayliss tentam parar de fumar, o que faz Felton e Pembleton temerem que o nervosismo de seus parceiros possa colocá-los em perigo. Os quatro quase perdem um suspeito durante uma emboscada por estarem distraídos discutindo sobre o fumo. Enquanto isso, Giardello descobre um trabalho secreto de construção acontecendo dentro do prédio do departamento de polícia, que os detetives não sabiam. Ele fica furioso porque isso pode ameaçar seu esquadrão, ameaçando ir à público se seus superiores não tomarem medidas de segurança. Bolander e Munch investigam o assassinato de um garoto de 14 anos que foi morto por um taco de beisebol. Eles eventualmente descobrem que o garoto foi morto por um líder adolescente de uma gangue que o amava como um irmão, porém que o espancou como um rito de iniciação. Bolander fica profundamente perturbado pela frieza com que os adolescentes discutem o assassinato.                      |   |                               |                 |                               |                         |                             |
| 9 | 9 | "Night of the Dead Living"    | Michael Lehmann | Tom Fontana & Frank Pugliese  | 31 de março de 1993     | 6.7                         |
| Este episódio conta eventos que ocorreram anteriormente na cronologia da temporada. O esquadrão trabalha no turno da noite, porém nenhum homicídio é relatado, fazendo com que os detetives falem sobre questões pessoais. Bayliss ainda está investigando o caso de Adena Watson mas não faz nenhum progresso, e Pembleton sugere que ele olhe o caso da perspectiva de um criminoso. O conselho faz Bayliss conseguir uma grande descoberta. Enquanto isso, Howard descobre que seu cunhado está traindo sua irmã, e Felton a surpreende oferecendo palavras reconfortantes. Bolander considera convidar Blythe para um encontro e, quando ele finalmente consegue coragem, ela aceita. Durante a noite, eles encontram várias figuras estranhas, incluindo um criminoso que se veste de Papai Noel e uma faxineira que deixa seu bebê com animais enquanto trabalha.                                                                                    |   |                               |                 |                               |                         |                             |